# Saoud ben Abdelaziz Al Saoud
Saoud ben Abdelaziz Al Saoud (né le 12 janvier 1902 à Koweït et mort le 23 février 1969 à Athènes), fils d'Abdelaziz ibn Saoud, le fondateur de la dynastie saoudienne, et de Wadhba, est roi d'Arabie saoudite de 1953 à 1964.
Il devient héritier du trône après la mort prématurée de son frère aîné, Turki ben Abdelaziz (1900-1919), victime de l'épidémie de grippe espagnole. Ce drame familial entraîne un changement de la loi de succession de sorte que depuis lors, le titre de roi du Nejd (puis d'Arabie saoudite) se transmet en priorité entre frères plutôt que de père en fils. Il accède au trône d'Arabie saoudite en 1953 après la mort de son père Abdelaziz, qui avait unifié le pays en 1932. En 1964, le roi Saoud est contraint d'abdiquer en faveur de son frère Fayçal. Exilé en Europe, il meurt en 1969 à Athènes, en Grèce.

## Premières années
Saoud ben Abdelaziz naît en 1902 à Koweït, dans une maison située dans le district de Sakkat Anaza où son grand-père Abderrahman ben Faysal a été contraint de se réfugier en 1891 après la prise de Riyad par Mohammed ben Rashid. Pendant ce temps, son père Abdelaziz ibn Saoud, entouré de quarante hommes de la famille et d'une poignée de fidèles, tente de reprendre Riyad des mains du gouverneur de la ville, Ajlan. La bataille de Riyad voit la victoire des Saoud, ce qui permet à la famille de quitter son exil koweïtien. 
Le jeune Saoud ben Abdelaziz est confié très tôt aux soins d'un précepteur, cheikh Abderrahman Mufairij, qui lui enseigne les rudiments du Coran et de la charia. On prend également soin de l'initier à l'équitation et au tir à l'arc. Très proche de son père, il dira peu après sa mort : « J'ai perdu à la fois mon père et mon ami ».
Désireux de l'associer aux choses publiques, son père lui confie la tête d'une délégation officielle au Qatar dès l'âge de treize ans. Il est très vite initié à l'art de la guerre et est en tête des combats lors de l'offensive contre l'émirat du Ha'il en 1921. Au cours des années difficiles durant lesquelles son père s'emploie à unifier l'Arabie, il participe à huit guerres.
Peu après la fusion des royaumes du Nejd et du Hedjaz en un nouvel état baptisé Arabie saoudite (22 septembre 1932), Saud ben Abdelaziz est fait prince héritier (11 mai 1933), contrevenant ainsi aux usages établis quelques années plus tôt, qui devaient théoriquement donner la priorité aux frères du roi. Peu de temps avant la mort de son père, il devient Premier ministre (13 octobre 1953). Un mois plus tard, il monte sur le trône d'Arabie saoudite, dont il est le deuxième souverain.

## Règne
Son règne est marqué par la multiplication des postes ministériels, souvent confiés à des proches sans réel souci de leurs compétences, ainsi que par des dépenses somptuaires qui ne tardent pas à mettre à mal les finances publiques, en dépit de la manne pétrolière. Plaçant ses propres fils à des postes-clés dans l'administration, il fait craindre une remise en question de la loi de la succession, ses frères envisageant le fait d'être spoliés de leurs droits au trône. 
Entretenant des relations cordiales avec l'Égypte de Nasser au début de son règne, dans le but de contrer l'influence des royaumes hachémites de Jordanie et d'Irak, il modifie sa politique extérieure et se montre de plus en plus hostile au régime nassérien, dont il craint la doctrine panarabiste. On lui prête une tentative d'assassinat contre ce dernier, les services secrets égyptiens étant parvenus à mettre la main sur un chèque de deux millions de livres syriennes signé de la main même du roi. Il s'oppose également à l'Égypte par pays interposé, intervenant au Yémen pour soutenir les troupes royalistes, quand Nasser soutenait les troupes républicaines. 
Sur le plan intérieur, malgré un bilan économique catastrophique qui place le pays au bord de la banqueroute, il tente de moderniser les principales infrastructures. Il fonde l'université de Riyad en 1957, créé l'institut d'administration publique en 1961 et la télévision saoudienne en 1962.
Au sein de la famille royale, les tensions se cristallisent autour du roi Saud et de son frère Fayçal, deux hommes que tout oppose. Tandis que le souverain est réputé pour son goût pour le jeu, l'alcool et les femmes, son frère passe pour un wahabbite rigoureux. Une première crise éclate en 1962, alors que le roi Saud s'envole pour les États-Unis afin d'y suivre un traitement médical. Fayçal forme un cabinet excluant les fils du roi, promettant de profondes réformes judiciaires. De retour dans son pays, le roi Saud condamne ces décisions et menace d'envoyer la garde royale contre son frère, qui en retour compte sur de nombreux partisans dans les forces armées. Le conflit menaçant de tourner à l'affrontement ouvert, le cas est soumis à un conseil de famille ainsi qu'au conseil des oulémas. Ce coup d'État qui ne dit pas son nom tourne au désavantage du roi, qui est contraint d'abdiquer le 2 novembre 1964. Fayçal, devenu roi, contraint son frère à l'exil.
Celui-ci s'installe d'abord à Genève, fréquente les palaces parisiens et de la Côte d'Azur, continuant à mener un train de vie luxueux. En dépit de ses démêlés passés avec le chef d'État égyptien, il se rapproche de Nasser et part s'installer au Caire et à Athènes, où il meurt d'une crise cardiaque le 23 février 1969, à l'âge de 67 ans. Son corps est rapatrié à bord d'un Boeing de Saudi Airways jusqu'à La Mecque, où il est conduit près de la grande mosquée. Il est ensuite conduit à Riyad, où il est enterré en toute simplicité.

## Descendance
Saoud a eu plus d'enfants que son père : 53 fils et 56 filles, dont seuls quelques-uns ont eu des fonctions politiques.